# Tatra 815
Tatra 815 ist die Bezeichnung für eine umfangreiche und vielseitige Fahrzeugfamilie des tschechischen Herstellers Tatra. Sie umfasst Lastkraftwagen und Zugmaschinen sowie Fahrgestelle für spezielle Aufbauten. Die Herstellung endete 2025 nach knapp 160.000 produzierten Fahrzeugen.

## Geschichte
Gemäß einem RGW-Beschluss aus dem Jahr 1971 sollten die Tatra-Werke zukünftig den gesamten Bedarf der RGW-Länder an geländetauglichen Fahrzeugen bis 20 Tonnen Nutzmasse abdecken. Um die geplanten Stückzahlen zu erreichen, wurden die Produktionskapazitäten zwischen 1972 und 1982 durch den Bau neuer Werke beträchtlich erweitert. Ebenfalls Anfang der 1970er-Jahre wurde mit der Entwicklung des neuen Typs Tatra 815 begonnen. Ziel war, die Produktion durch die Schaffung eines Grundtyps anstelle der bisherigen zwei Baureihen zu rationalisieren. Der erste Prototyp Tatra 815 wurde spätestens 1974 hergestellt, 1976 und 1977 folgten weitere. 1979 wurde die geplante Variantenvielfalt der neuen Baureihe veröffentlicht. 1981 begann die Produktion einer erweiterten Nullserie, sie umfasste vier bis fünf Fahrzeuge pro Monat. Die Serienproduktion begann dann 1982, zu dieser Zeit wurde auch die Produktion der bisher gefertigten Typen Tatra 148 und Tatra 813 eingestellt. Die Baureihe 815 erfuhr im Laufe der Zeit zahlreiche Weiterentwicklungen und ist als Tatra 815-7 auch noch heute (August 2020) im Produktionsprogramm dieses Herstellers enthalten, wird jedoch nur noch auf Kundenwunsch mit luftgekühltem Tatra-Motor ausgestattet. Es wurden auch Sonderausführungen wie die Version „Arktik“ für den Export nach Sibirien oder auch Fahrzeuge für den Tropeneinsatz gebaut. Im Jahre 1997 diente der Tatra 815-2 als Basis für die Entwicklung der neuen Fahrzeugfamilie TERRNo 1.

## Technik
Die Fahrzeuge der Baureihe Tatra 815 werden im Baukastenprinzip aus vereinheitlichten Komponenten gefertigt. Es handelt sich um Fahrzeuge mit zwei, drei oder vier Achsen. Auch Fahrgestelle mit fünf oder mehr Achsen, zum Beispiel für Autokrane, wurden gebaut. Es lassen sich folgende Grundformen unterscheiden: Lkw für Straßen- und Geländeeinsatz, militärische und andere Spezialfahrzeuge sowie Fahrgestelle für Spezialaufbauten anderer Hersteller. Allen gemeinsam ist das tatra-typische Grundkonzept mit luftgekühlten Motoren, Zentralrohrrahmen und Pendelachsen.

### Motoren
Zusammen mit dem Tatra 815 wurde die neue Motorenbaureihe T3 eingeführt. Es handelt sich um luftgekühlte OHV-Direkteinspritzer mit Bohrung 120 mm und Hub 140 mm. Die Motorenbaureihe wurde anfangs in folgenden Ausführungen gebaut:
| T3-928    | V8-Saugmotor       | 12.667 cm³ | 170 kW / 2200 min−1 | 0840 Nm / 1400 min−1 |
| T3-929    | V10-Saugmotor      | 15.825 cm³ | 208 kW / 2200 min−1 | 1010 Nm / 1400 min−1 |
| T3-930-30 | V12-Saugmotor      | 19.001 cm³ | 235 kW / 2200 min−1 | 1130 Nm / 1400 min−1 |
| T3-930-53 | V12 mit Turbolader | 19.001 cm³ | 265 kW / 2200 min−1 | 1295 Nm / 1400 min−1 |

Mit der Einführung des Tatra 815-2 wurden die 10- und 12-Zylinder-Motoren aus dem Programm genommen und stattdessen ausschließlich aufgeladene V8-Triebwerke verwendet. Sie erfüllen die Normen der Schadstoffklasse EURO II. (Die Motoren der Schadstoffklassen bis derzeit EURO V sind der Fahrzeugfamilie TERRNo 1 vorbehalten). Für bestimmte Exportmärkte wurden auch Motoren von DEUTZ oder CUMMINS verbaut.
Ab Januar 2009 wurden für den Tatra 815-2 folgende EURO-II-Motoren angeboten:
| T3B-928-50 | V8 mit Turbolader | 12.667 cm³ | 230 kW / 1800 min−1 | 1400 Nm / 1200 min−1 |
| T3B-928-60 | V8 mit Turbolader | 12.667 cm³ | 255 kW / 1800 min−1 | 1570 Nm / 1200 min−1 |
| T3B-928-70 | V8 mit Turbolader | 12.667 cm³ | 300 kW / 1800 min−1 | 1830 Nm / 1200 min−1 |

Die luftgekühlten Versionen erfreuen sich in den nördlichen Regionen Russlands besonderer Beliebtheit, da bei arktischen Temperaturen das Risiko einfrierenden Kühlmittels wegfällt. Regulär werden die aktuellen Tatra-Fahrzeuge jedoch mit zugekauften, flüssigkeitsgekühlten Motoren ausgestattet, die luftgekühlten Motoren von Tatra stehen auf Kundenwunsch jedoch weiterhin zur Verfügung.

### Kraftübertragung
Die Kupplung ist als Einscheiben-Trockenkupplung ausgeführt. Anfangs wurden für die meisten Modelle unsynchronisierte Schaltgetriebe verwendet, nur Typen für überwiegenden Straßeneinsatz bekamen synchronisierte Getriebe. Heute sind die Getriebe generell synchronisiert. Generell wird ein Fünfgang-Getriebe mit Vorschaltgruppe verwendet. Zugmaschinen für schwere Anhänger und Spezialfahrzeuge sind zusätzlich mit einem zweistufigen Zwischengetriebe versehen, so dass für diese Fahrzeuge 20 Vorwärtsgänge zur Verfügung stehen. Die Fahrzeuge der Baureihe 815 sind überwiegend mit Allradantrieb ausgerüstet, zum Teil mit abschaltbarer Vorderachse. Für den überwiegenden Straßeneinsatz wurden auch Ausführungen hergestellt, bei denen nicht alle Achsen angetrieben waren. Im aktuellen Produktionsprogramm ist der Tatra 815-2 ausschließlich in 4×4-, 6×6- oder 8×8-Konfiguration aufgeführt. Hinterachsdifferenzial und Zwischenachsdifferenzial können sperrbar sein.

### Fahrgestell
Grundlage bildet der für Tatra typische Zentralrohrrahmen. Seine Vorteile sind die hohe Torsions- und Biegesteifigkeit sowie der Schutz der innenliegenden Komponenten des Antriebsstranges. Die Achsen sind als Pendel-Halbachsen ausgeführt. Nach dem Baukastenprinzip werden verschiedene Achsanzahlen und Radstände realisiert. Diese Bauweise verleiht den Fahrzeugen eine hohe Tauglichkeit für den Einsatz abseits befestigter Straßen. An den Vorderachsen werden Drehstabfedern verbaut, die Hinterachsen sind mit Blattfedern oder Luftfederung versehen. Es gibt Ausführungen mit Single-Bereifung und mit Zwillingsbereifung an den Hinterachsen. Die Lenkung erfolgt mechanisch mit hydraulischer Unterstützung. Bei den Ausführungen mit zwei Vorderachsen sind beide Vorderachsen gelenkt. Die Betriebsbremsanlage ist eine pneumatische Zweikreisbremse mit Trommelbremsen an allen Rädern und Antiblockiersystem an allen Achsen. Sie ist kombiniert mit Federspeicher-Feststellbremse, Motorbremse sowie Zweileitungs-Anhängerbremsanlage. Heute sind die Fahrzeuge mit ABS ausgerüstet.

### Aufbau
Mit der Baureihe Tatra 815 wurde auch das kippbare Fahrerhaus bei diesem Hersteller eingeführt. Es gibt die Frontlenkerkabine in verschiedenen Varianten, als kurze und mittellange Kabinen sowie als Doppelkabinen. Bei einigen Ausführungen befindet sich die kurze Kabine direkt über der Vorderachse, der Aufstieg erfolgt hierbei hinter dem Vorderrad. Bei den meisten Ausführungen ist die Kabine etwas nach vorn versetzt, der Aufstieg erfolgt vor dem Vorderrad. Die Fahrzeugaufbauten werden von einem Hilfsrahmen getragen. Ab Werk wurden und werden außer Fahrgestellen unter anderem Dreiseitenkipper, Muldenkipper, Pritschenwagen, Sattelzugmaschinen und Zugmaschinen mit Pritsche geliefert.

## Ableitungen
Das Chassis des Tatra 815 8x8 ist die Basis der tschechischen Selbstfahrlafette DANA. Außerdem wurde die 8×8-Version in Indien in Lizenz produziert, dort stellt sie die Basis des Mehrfachraketenwerfersystems Pinaka dar.

## Fotos

### Zweiachser

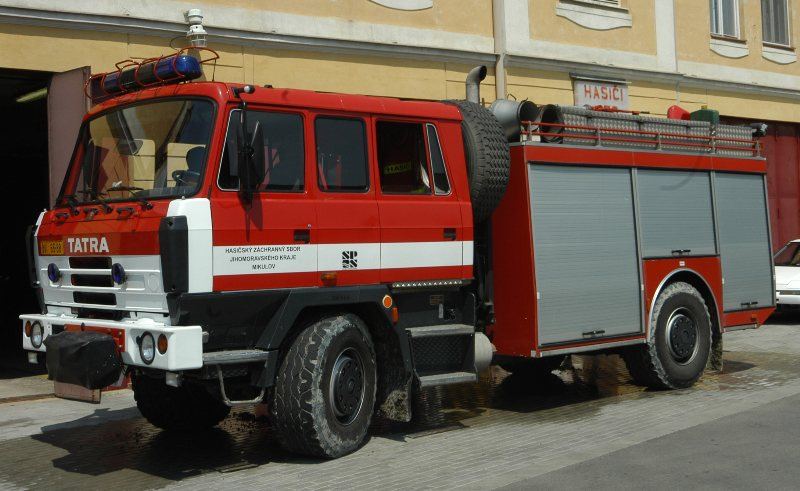
Tatra 815, Feuerwehr
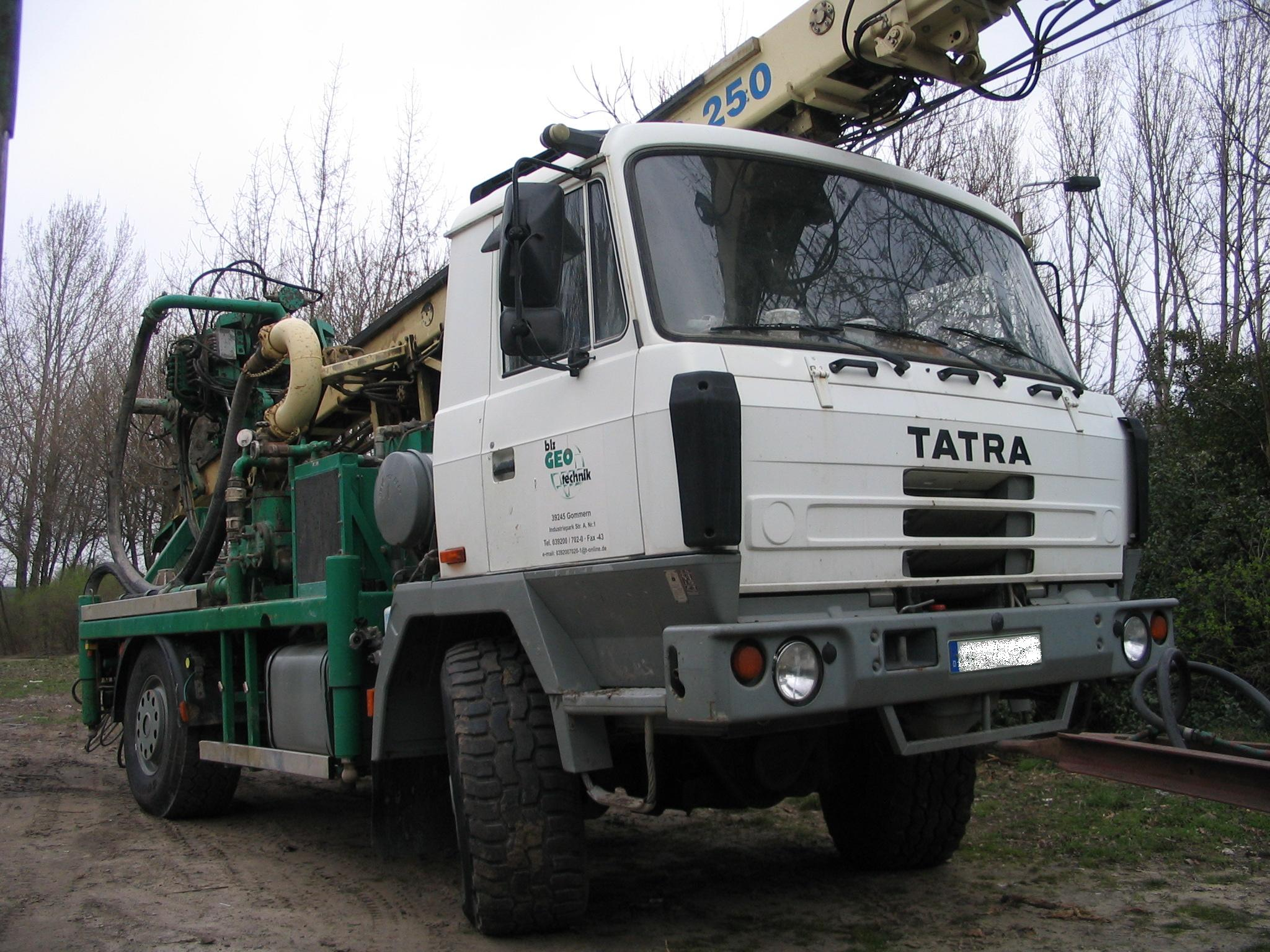
Tatra 815 mit Bohrgerät
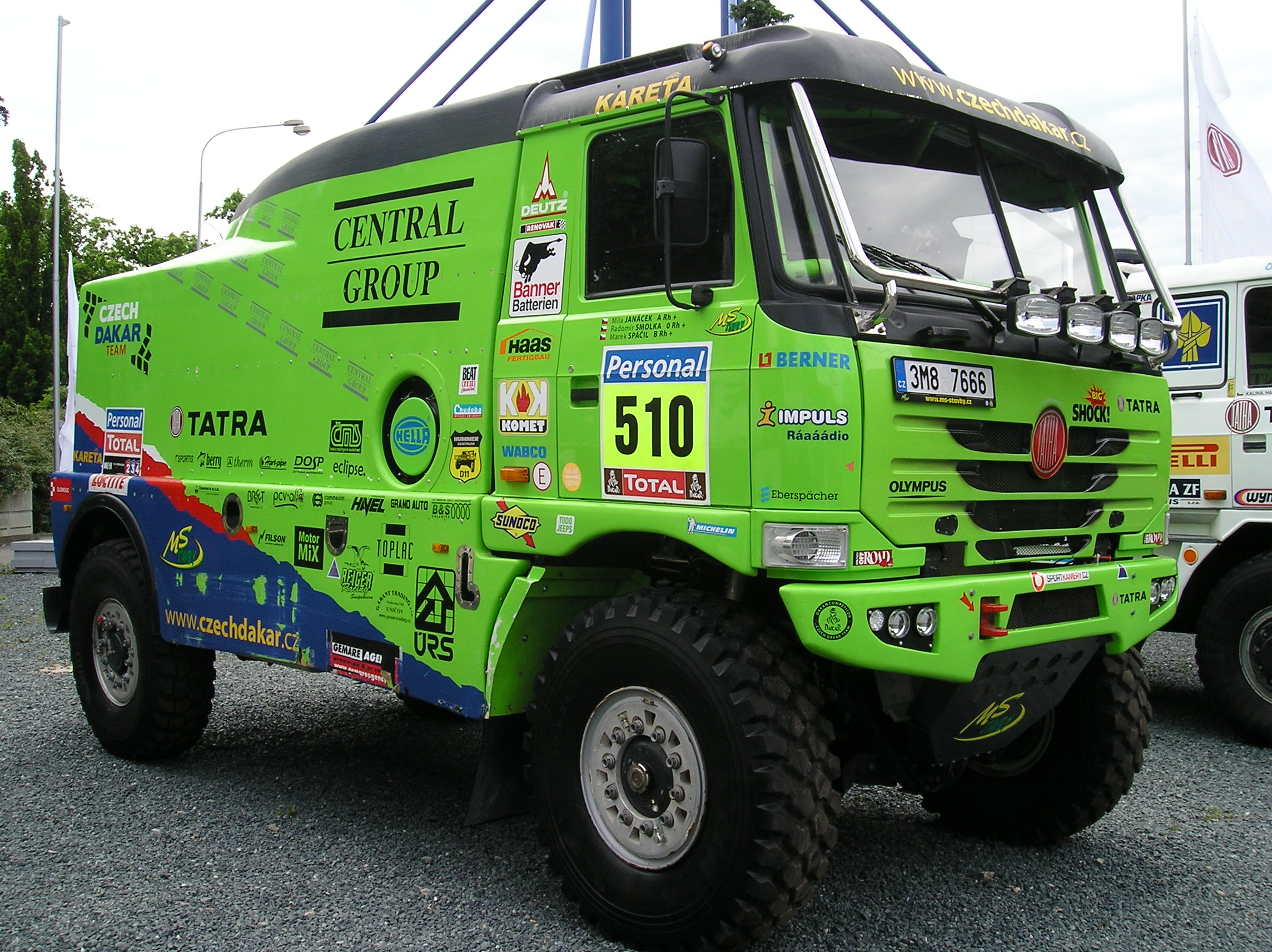
Tatra 815 als Rallye-Truck
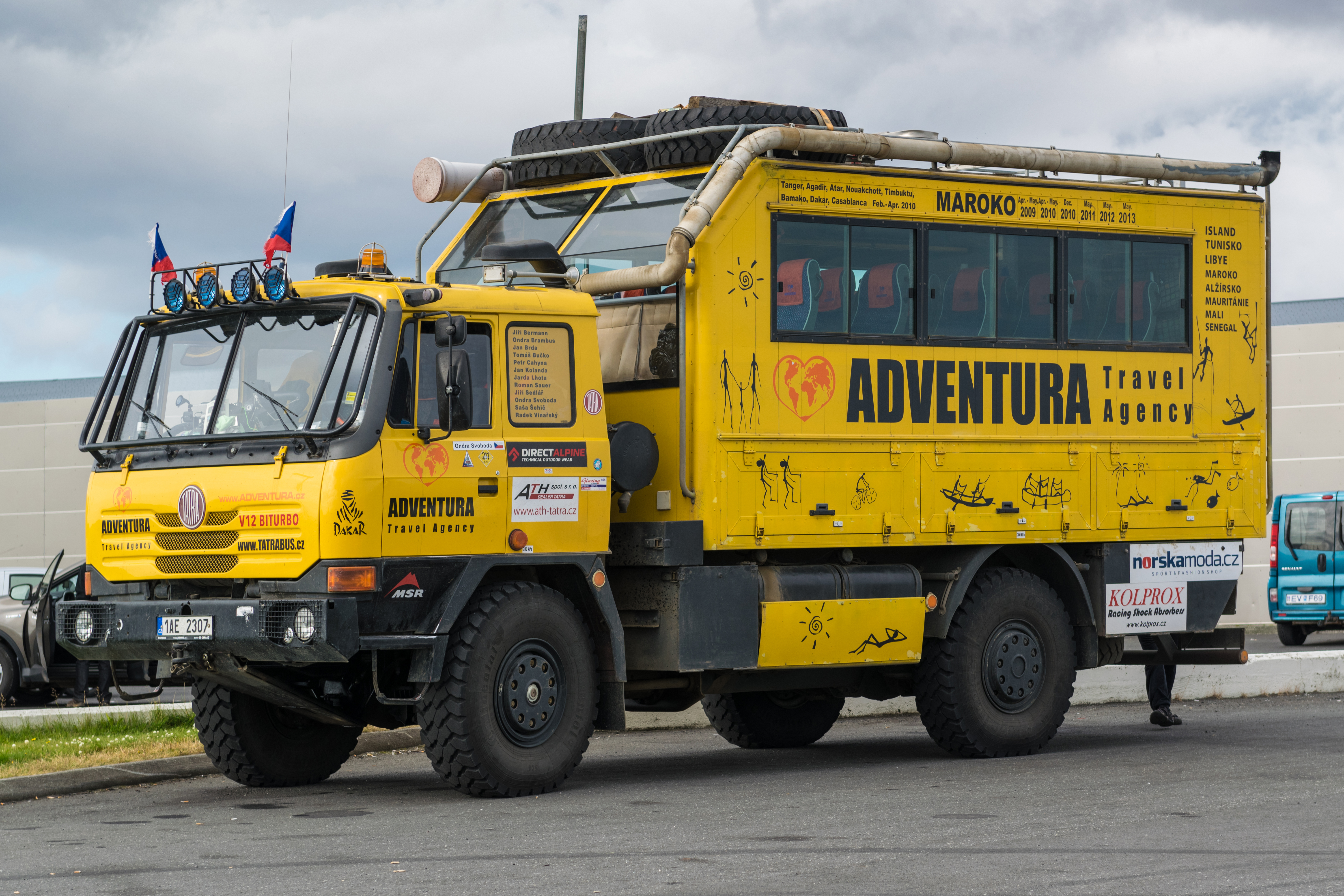
Tatra 815 4x4 Tatrabus

### Dreiachser

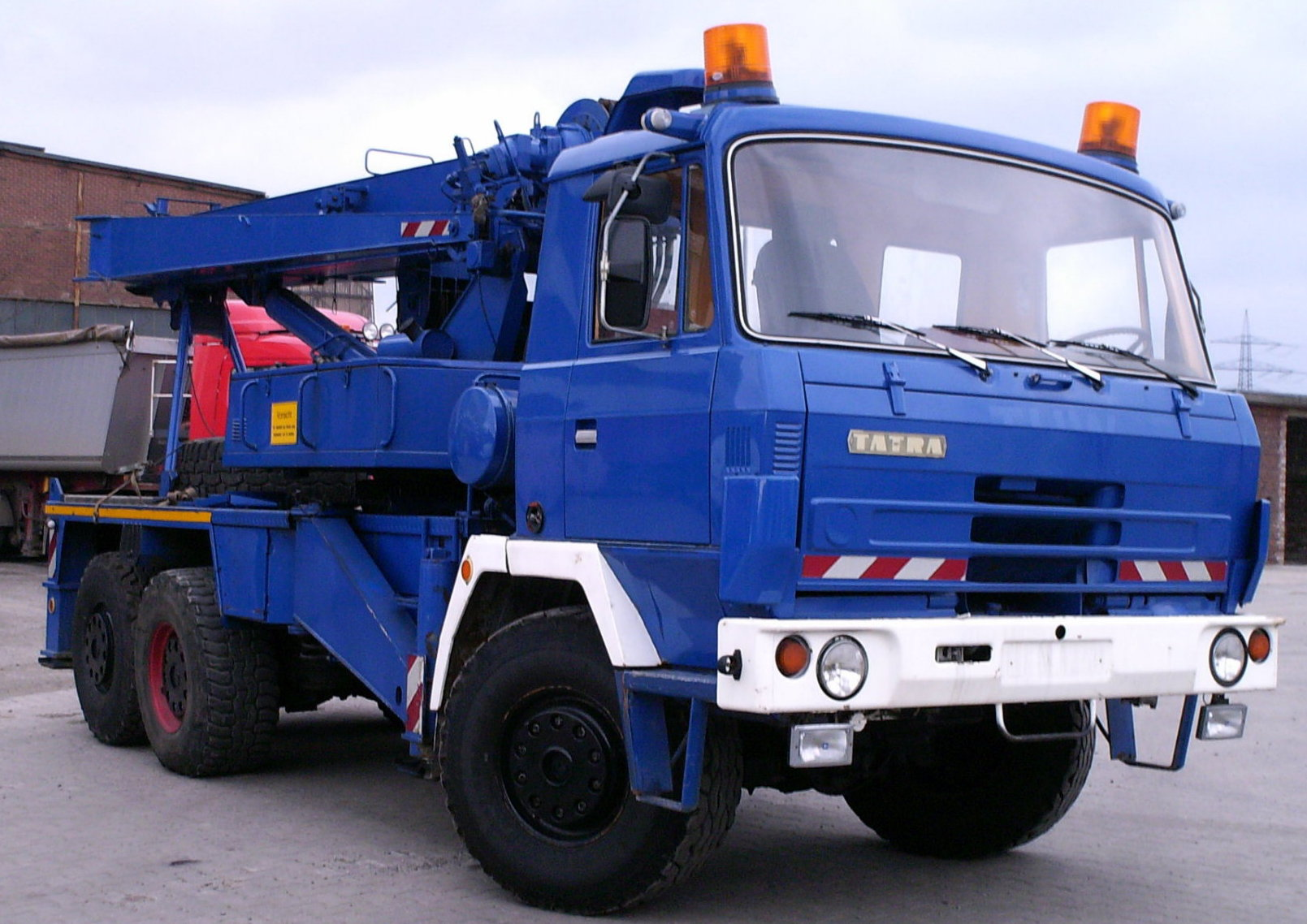
Tatra 815, Bergefahrzeug AV-14 ex THW
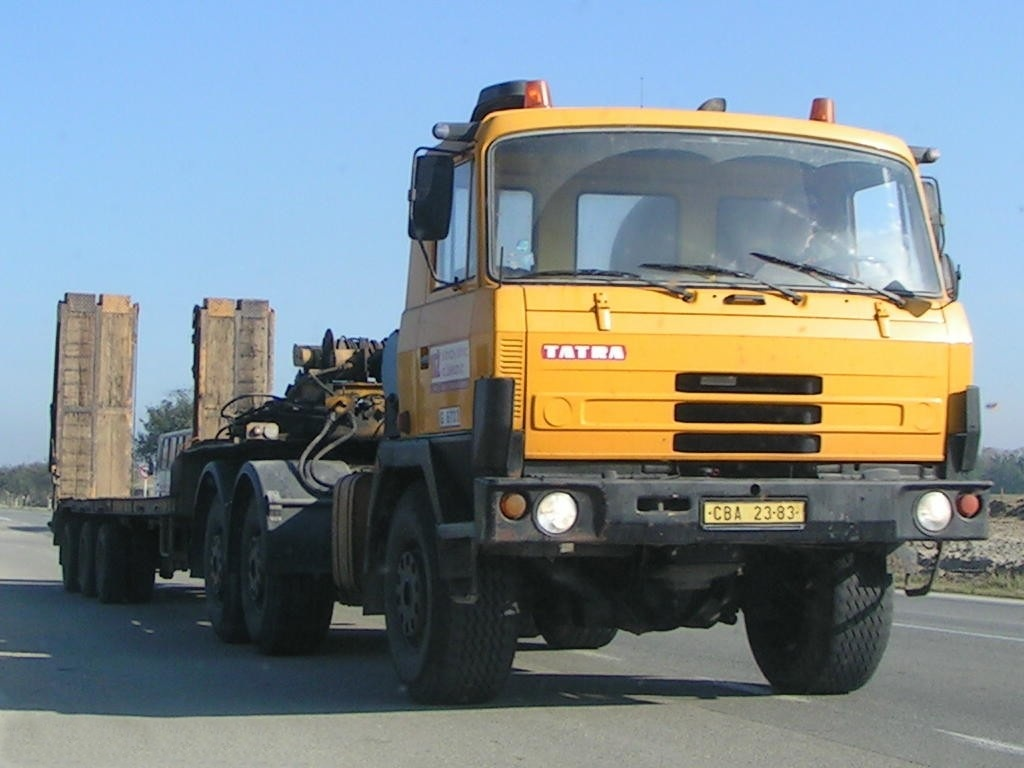
Tatra 815, Sattelzugmaschine
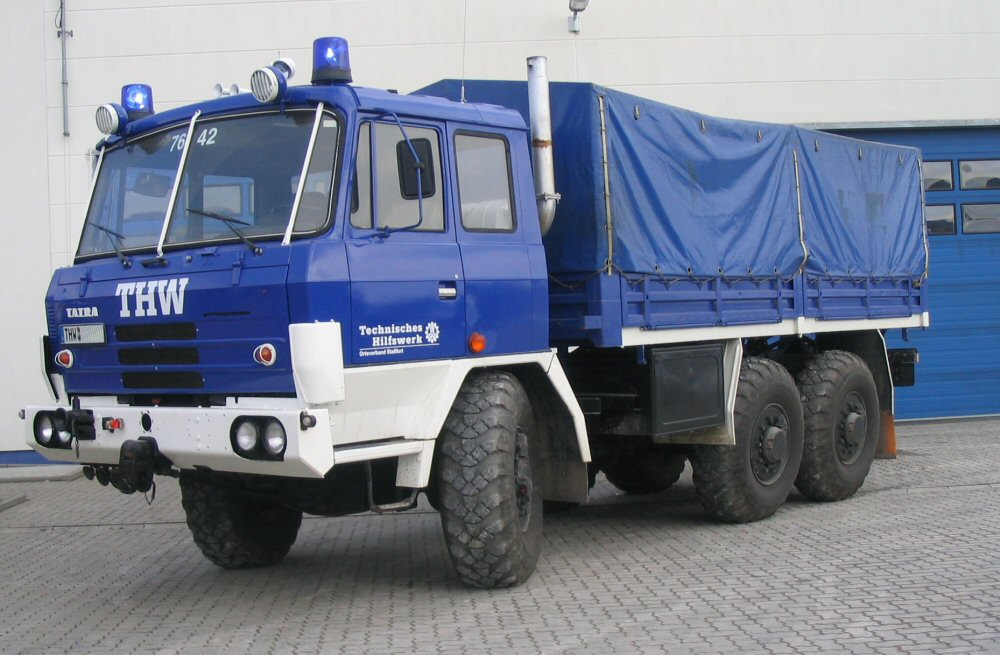
Ein Tatra 815 des THW Staßfurt
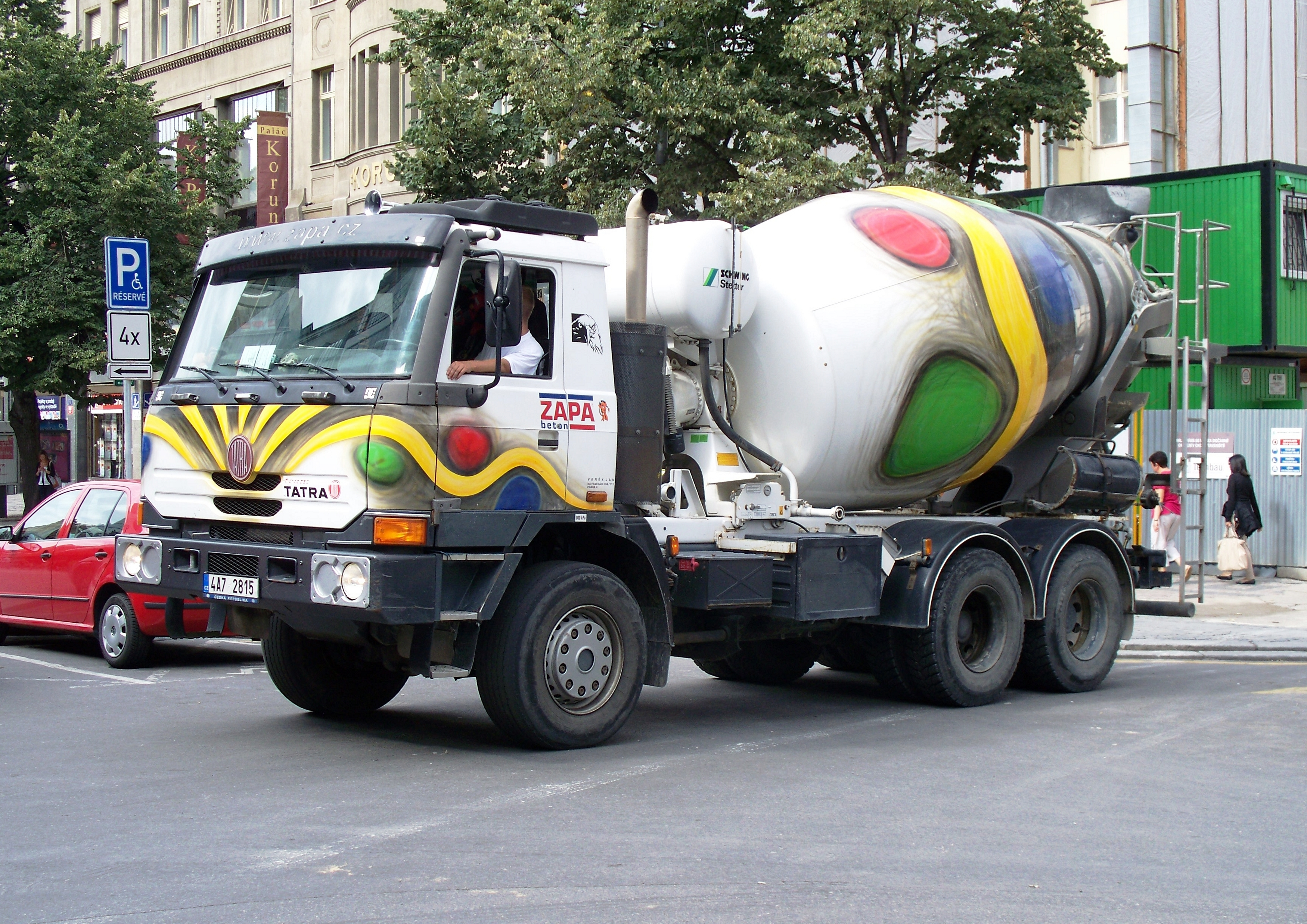
Tatra 815, Betonmischer

### Vierachser

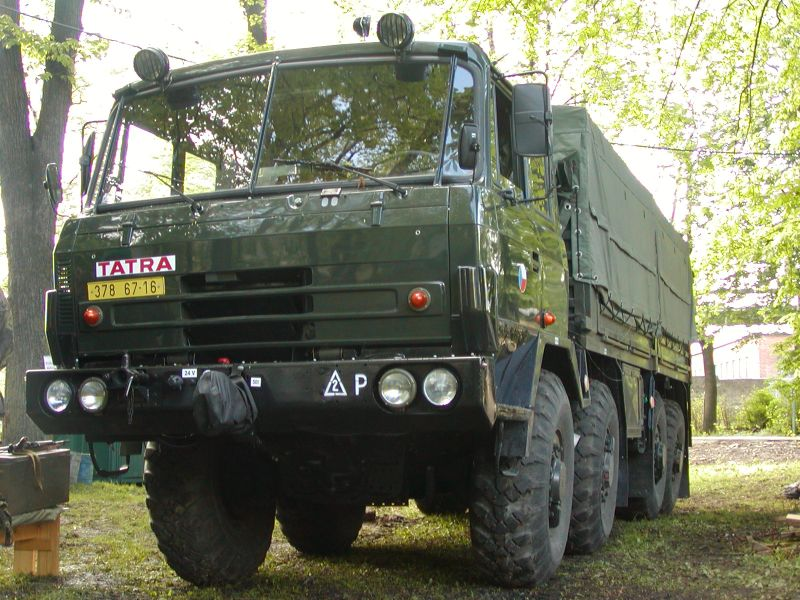
Militär-Lkw Tatra 815 8×8 der tschechischen Streitkräfte
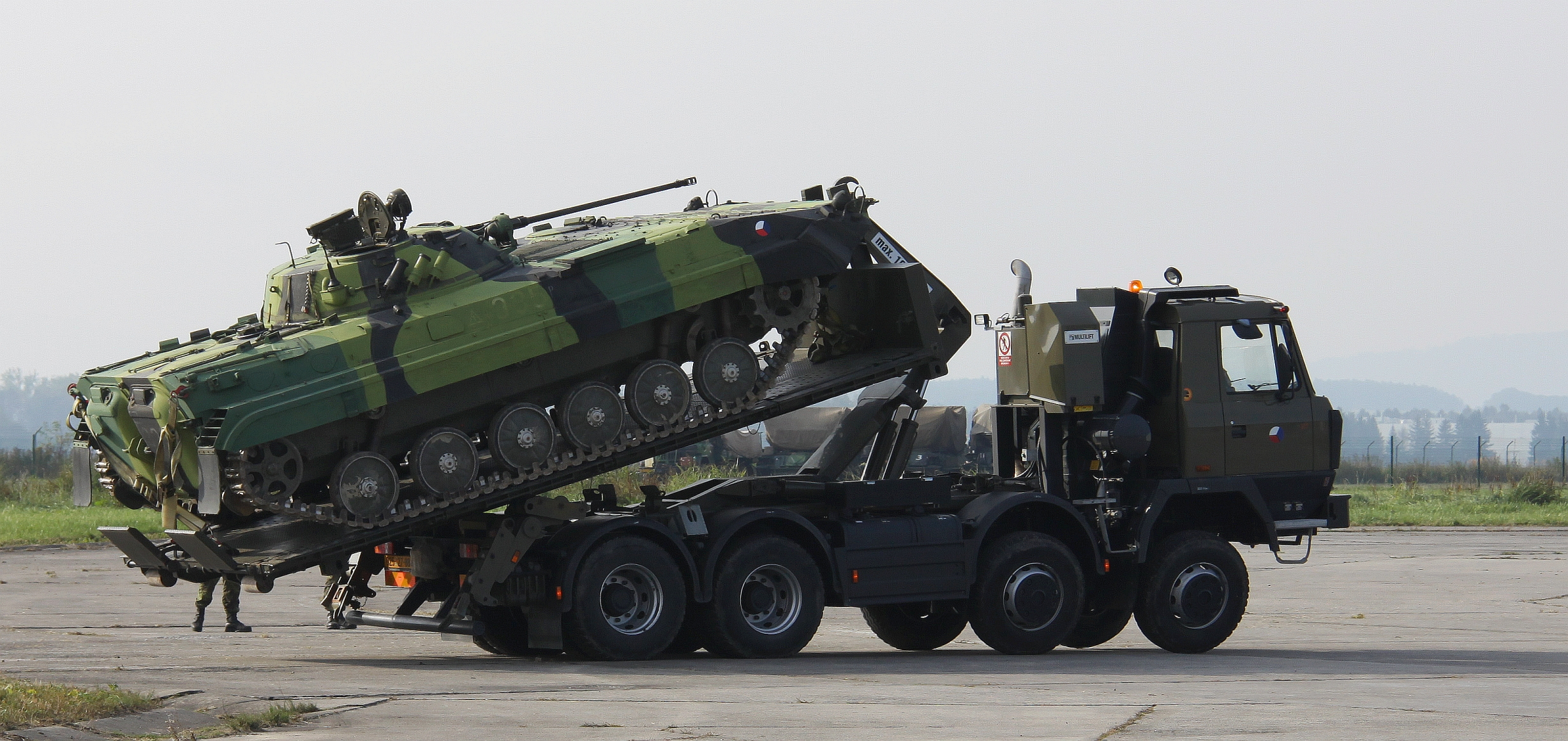
Tatra 815 mit einem BMP-2
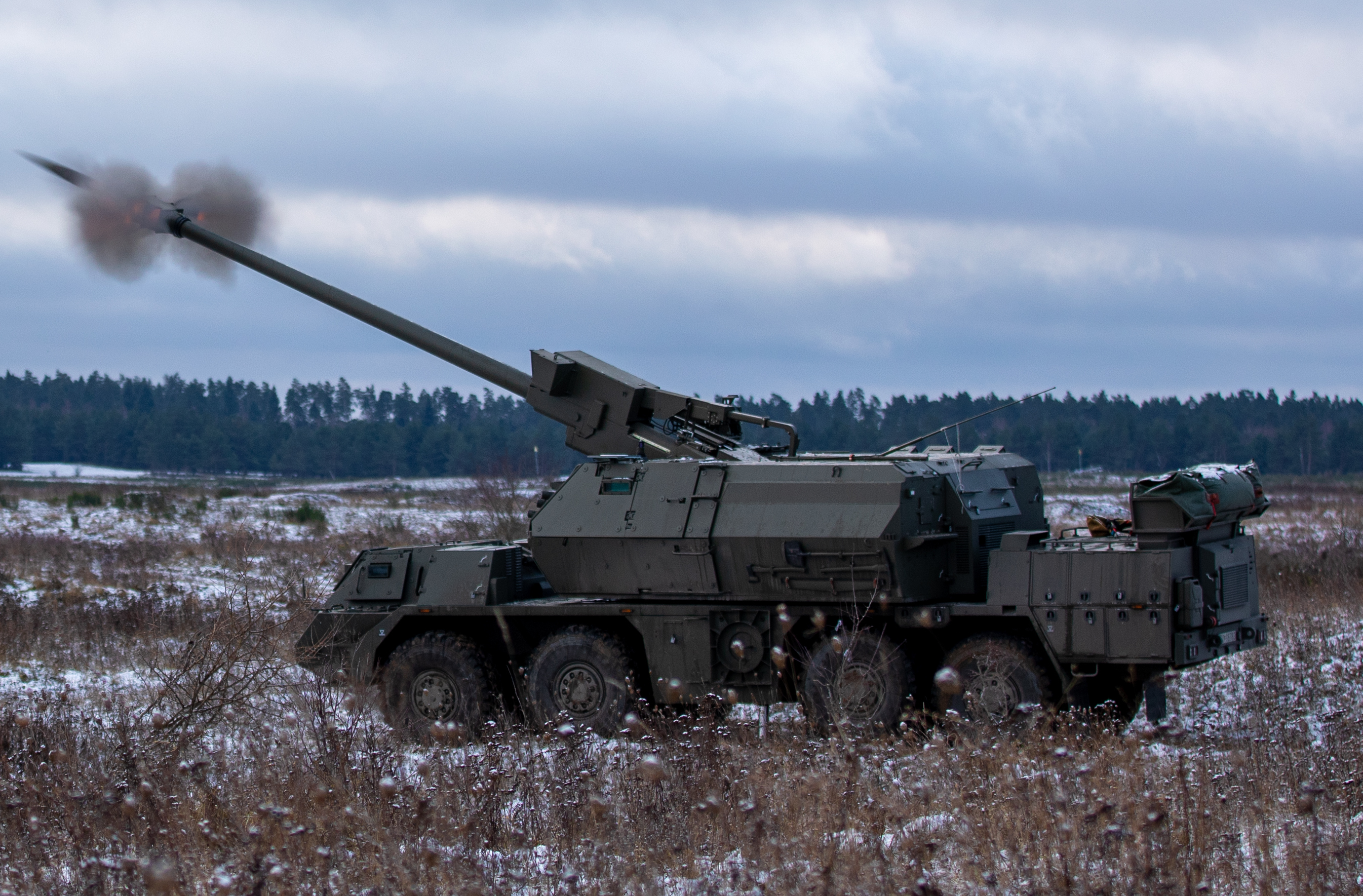
Geschütz Zuzana 2 auf Basis des Tatra 815

### Fünfachser

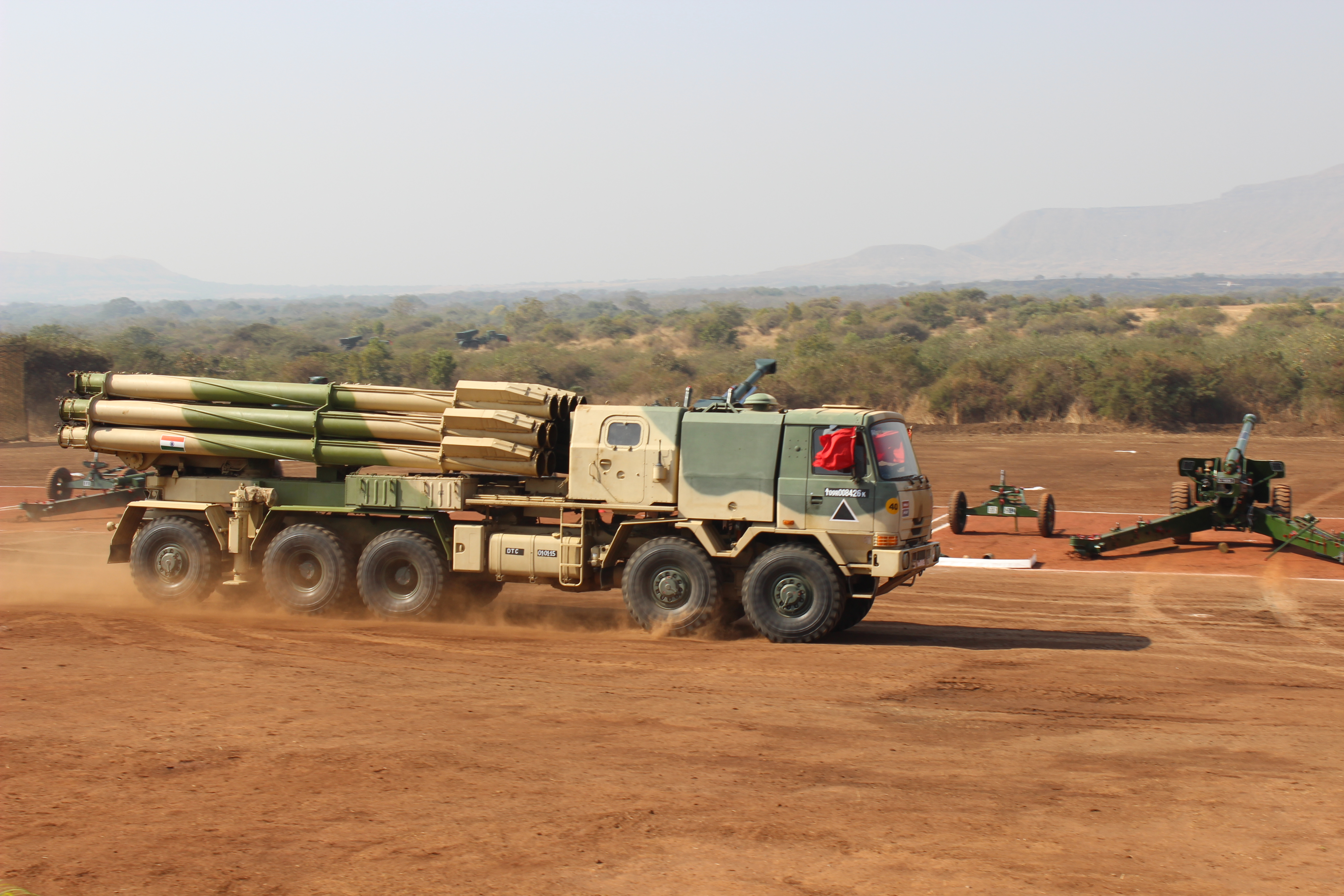
Mehrfachraketenwerfer 9K58